# Patrimoine de saint Pierre
Le patrimoine de saint Pierre (en latin : Patrimonium Sancti Petri) désigne deux choses :
- le système des latifundium dans l'exarchat de Ravenne géré par les diocèses de Rome, territoire cédé à l'évêque de Rome par Liutprand (donation de Sutri), constituant ainsi le premier noyau des États pontificaux (donation de Pépin),
- une division administrative instituée par Innocent III au nord de Rome.

## Province pontificale
Le patrimoine de saint Pierre en Tuscie est le nom de l'une des quatre provinces créées par le pape Innocent III (1198-1216) au cours de sa première année de pontificat. Elle comprenait l'actuelle province de Viterbe,  Civitavecchia en excluant le district de Rome.
Elles sont gouvernées par des fonctionnaires nommés par le pape, les recteurs.
Par la suite, la présence d'un recteur général apparait, qui coordonnant les activités des recteurs provinciaux et en réfère directement au pape.
Ces provinces sont confirmées par les constitutions égidiennes de 1357, établies par le cardinal Gil Álvarez Carrillo de Albornoz.

## Sources
- (it) Cet article est partiellement ou en totalité issu de l’article de Wikipédia en italien intitulé « Patrimonio di San Pietro » (voir la liste des auteurs).

## Note
1. ↑  Le patrimoine de Saint Pierre s'appuie sur la Donation de Constantin, un faux par lequel l'empereur Constantin Ier aurait donné au pape Sylvestre la primauté sur les Églises d'Orient et l’imperium (pouvoir impérial) sur l'Occident, et dont le caractère apocryphe a été prouvé en 1442 par l'humaniste Lorenzo Valla